# 上町一丁目停留場
上町一丁目停留場（日语：／ Kamimachi Itchi-chome teiryūjō */?），是位於高知縣高知市上町一、二丁目，屬於土佐電交通伊野線的電車站。此站設有副站名坂本龍馬誕生地前。

## 歷史
此站在1906年（明治39年）以本町筋一丁目停留場（日语：／）的名義啟用。在1936年（昭和11年），隨著町名變更而電車站改為「本丁筋一丁目」。在1942年（昭和17年），電車站暫停營業，於10年後的1952年（昭和27年）重開。在1966年（昭和41年）電車站改名為上町一丁目，而同年隨著使用新地址系統，町名也進行變更。
此站曾經一度計劃廢止，但是當時電車站鄰近坂本龍馬的誕生地，以及鄰近高知縣立盲學校，因此保留了這個電車站。
- 1906年（明治39年）10月9日 - 土佐電氣鐵道本町筋一丁目停留場啟用[4]。
- 1936年（昭和11年）8月1日 - 電車站改名為本丁筋一丁目停留場[4]。
- 1942年（昭和17年）7月29日 - 電車站暫停營業[4]。
- 1952年（昭和27年）7月1日 - 電車站重開[4]。
- 1966年（昭和41年）8月10日 - 電車站改名為上町一丁目停留場[4]。
- 2014年（平成26年）10月1日 - 土佐電氣鐵道、高知縣交通（日语：高知県交通）和土佐電Dream Service（日语：土佐電ドリームサービス）合併，土佐電交通成立[5]。成為土佐電交通的電車站。

## 電車站構造
本站坐落在共用道路上，設有2面2線的相對式乘車處（千鳥式）。兩月台之間相隔一個路口，路口東邊為播磨屋橋方向月台，西邊為伊野方向月台。伊野方面向月台位於高知市上町二丁目，播磨屋橋方向月台位於高知市上町一丁目。

## 電車站周邊

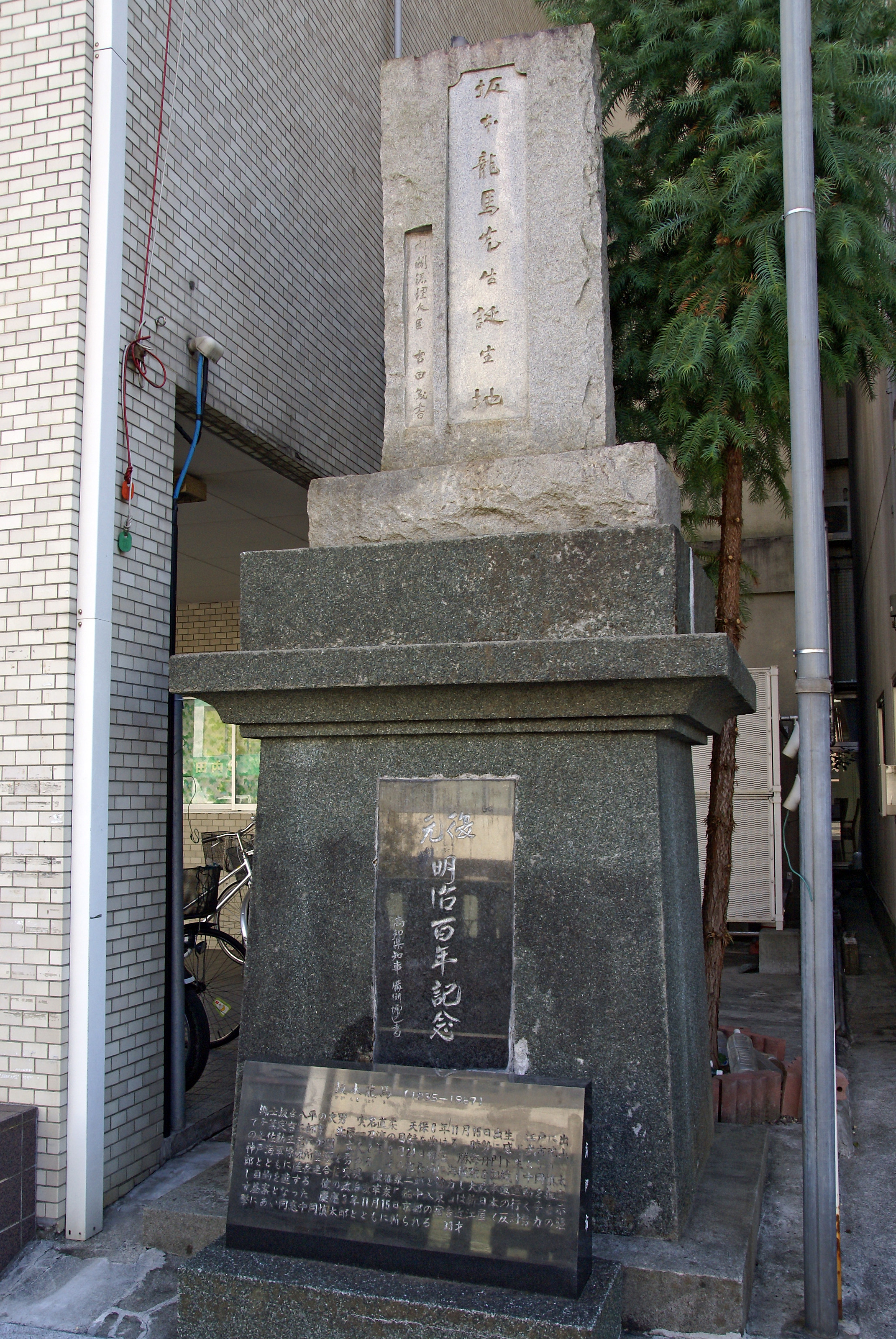
坂本龍馬誕生地之碑

- 高知市立龍馬誕生紀念館（日语：高知市立龍馬の生まれたまち記念館）
- 鏡川（日语：鏡川）
- 江之口川
- 四國銀行（日语：四国銀行）上町分店
- 龍馬郵局（日语：龍馬郵便局）
- 城西館
- 國道33號（日语：国道33号）
- 「上町一丁目」巴士站

## 相鄰電車站
土佐電交通
伊野線
枡形－上町一丁目－上町二丁目

## 注腳
1. 1 2  今尾惠介（監修）. . 11 中国四国. 新潮社. 2009: 60. ISBN 978-4-10-790029-6 （日语）.
2. 1 2  《土佐電鉄が走る街 今昔》34-35頁
3. ↑  . 高知新聞社. 1998: 88. ISBN 4-87503-268-4 （日语）.
4. 1 2 3 4 5  《土佐電鉄が走る街 今昔》98・156-158頁
5. ↑  上野宏人. . 毎日新聞 (毎日新聞社). 2014-10-02 （日语）.
6. ↑  川島令三. . 【図説】 日本の鉄道. 第2巻 四国西部エリア. 講談社. 2013: 40・93頁. ISBN 978-4-06-295161-6 （日语）.